# Festival do cinema venezuelano
O Festival do Cinema Venezuelano é um evento cinematográfico facto anualmente desde 2005 na cidade de Mérida, Venezuela onde competem largometrajes nacionais, muitas vezes em estréia internacional, além de render homenagem a artistas e figuras consagradas do meio.
É organizado pela Fundação para o Desenvolvimento das Artes e a Cultura (Fundearc) e declarado património regional em 2022.
Em 2024 foi celebrado pela primeira vez fora de Mérida, sendo realizado na ilha de Margarita.

## Palmarés histórico a Melhor filme de ficção
- Manuela Sáenz (2005)
- Secuestro Express (2006)
- Postales de Leningrado (2007)
- El enemigo (2008)
- Cheila, una casa pa' maita (2009)
- Taita Boves (2010)
- El rumor de las piedras (2011)
- Patas arriba (2012)
- Piedra, papel o tijera (2013)
- El regreso (2014)
- Tres bellezas (2015)
- El malquerido (2016)
- El amparo (2017)
- Hijos de la sal (2018)
- Historias pequeñas (2019)
- Un destello interior (2020)
- Especial (2021)
- Yo y las bestias (2022)
- Simón (2023)

## Palmarés histórico a Melhor filme documentário
- Tocar y luchar (2006)
- El niño Shuá (2007)
- Había una vez en Venezuela (2020)
- La causa (2021)
- Crudo (2022)
- La plaza y niños de las brisas (2023)